# یوزف بیربیخلر
یوزف بیربیخلر (آلمانی: Josef Bierbichler؛ زادهٔ ۲۶ آوریل ۱۹۴۸) یک هنرپیشه اهل آلمان است.
از فیلم‌ها یا برنامه‌های تلویزیونی که وی در آن نقش داشته است می‌توان به روبان سفید، کد مجهول، قلب شیشه‌ای، شبح، ویتسک اشاره کرد.